# Pedro Barceló
Pedro Barceló (* 30. April 1950 in Vinaròs, Provinz Castellón, Spanien) ist ein spanisch-deutscher Althistoriker.

## Leben
Pedro Barceló studierte an der Universität Freiburg im Breisgau und wurde dort 1980 promoviert. Von 1979 bis 1988 war er Wissenschaftlicher Mitarbeiter, seit 1982 Hochschulassistent, an der Katholischen Universität Eichstätt, wo er sich 1986 habilitierte. Nach verschiedenen Lehrstuhlvertretungen und Gastprofessuren erhielt er 1992 ein Heisenbergstipendium der Deutschen Forschungsgemeinschaft (DFG) an der Universität Augsburg, wurde aber noch im selben Jahr als Professor an die neu gegründete Universität Erfurt berufen. Von 1994 bis September 2015 war er Inhaber des Lehrstuhls für Alte Geschichte an der Universität Potsdam. Sein Nachfolger wurde Filippo Carlà-Uhink.
Als Gastprofessor lehrte Barceló an der Universität von Südafrika in Pretoria, der Universität Valencia, der Universität Sofia, der Universität Jaume I in Castellón sowie der Universität Barcelona. 1995 wurde er zum korrespondierenden Mitglied der Real Academia de la Historia in Madrid ernannt. Die Universität Jaume I verlieh ihm 2006 die Ehrendoktorwürde.
Forschungsschwerpunkte Barcelós sind die Geschichte Karthagos und des karthagischen und römischen Hispaniens sowie des Hellenismus, die Religionsgeschichte der römischen Kaiserzeit, besonders die Prozesse des religiösen Wandels, der Traditionsbrüche und Konfrontationen, insbesondere die Rolle des Christentums in der alten Welt sowie die antiken Randkulturen.

## Schriften
- Roms auswärtige Beziehungen unter der Constantinischen Dynastie (306–363). Pustet, Regensburg 1982, ISBN 3-7917-0735-3 (Dissertation).
- Grundkurs Geschichte I. Altertum. Athenaeum, Weinheim 1982, 2. Auflage 1994 (= Studienbücher Geschichte), ISBN 3-7610-7245-7.
- Karthago und die Iberische Halbinsel vor den Barkiden. Studien zur karthagischen Präsenz im westlichen Mittelmeerraum von der Gründung von Ebusus (VII. Jh. v. Chr.) bis zum Übergang Hamilkars nach Hispanien (237 v. Chr.). Habelt, Bonn 1988, ISBN 3-7749-2354-X (Habilitationsschrift).
- Herausgeber mit Gunther Gottlieb: Christen und Heiden in Staat und Gesellschaft des zweiten bis vierten Jahrhunderts. Gedanken und Thesen zu einem schwierigen Verhältnis. Vögel, München 1992, ISBN 3-925355-44-8.
- Hannibal. C. H. Beck, München 1998 (= Beck’sche Reihe Wissen), ISBN 3-406-43292-1.
- Hannibal. Stratege und Staatsmann. Klett-Cotta, Stuttgart 2004, ISBN 3-608-94301-3.
- Constantius II. und seine Zeit. Die Anfänge des Staatskirchentums. Klett-Cotta, Stuttgart 2004, ISBN 3-608-94046-4.
- Kleine griechische Geschichte. Primus Verlag, Darmstadt 2004, ISBN 3-89678-515-X.
- Kleine römische Geschichte. 2., bibliographisch aktualisierte Auflage. Primus Verlag, Darmstadt 2012, ISBN 978-3-5342-5096-7.
- Alexander der Große. Wissenschaftliche Buchgesellschaft/Primus, Darmstadt 2007, ISBN 3-89678-610-5.
- Herausgeber: Religiöser Fundamentalismus in der römischen Kaiserzeit (= Potsdamer Altertumswissenschaftliche Beiträge, Band 29). Stuttgart 2010. ISBN 978-3-515-09444-3.
- Das Römische Reich im religiösen Wandel der Spätantike. Kaiser und Bischöfe im Widerstreit. Verlag Friedrich Pustet, Regensburg 2013, ISBN 978-3-7917-2529-1.
- Die Alte Welt. Von Land und Meer, Herrschaft und Krieg, Mythos, Kult und Erlösung. Wissenschaftliche Buchgesellschaft, Darmstadt 2019, ISBN 978-3-8053-5186-7.
- Geschichte Spaniens in der Antike. Von den Phönikern bis zum Kalifat von Córdoba. München 2025.